# NGC 5961
NGC 5961 este o galaxie spirală situată în constelația Coroana Boreală. A fost descoperită în 8 iunie 1880 de către Édouard Stephan⁠(d). Se află la o distanță de 37,84 de megaparseci de Pământ.